# مختار ماي
مختاران بيبي مواليد عام 1972، المعروفة الآن باسم مختار ماي، هي امرأة باكستانية من قرية ميروالا، في مقاطعة تيسيل الريفية في جواتي من منطقة مظفرجاره في باكستان. في يونيو/حيزران 2002، كانت مختار ماي الناجية من الأغتصاب الجماعي كشكل من أشكال الانتقام الشرفي، بناء على أوامر من مجلس قبيلي من عشيرة ماستوي البالوش المحلية التي كانت أكثر ثراء وأكثر قوة مقابل عشيرة تاتلا لها في تلك المنطقة.
على الرغم من أن العرف كان يتوقع أن تنتحر بعد تعرضها للأغتصاب، تحدثت مختاران، وتابعت القضية، والتي تم ألتقاطها من قِبل وسائل الأعلام المحلية والدولية. في سبتمبر/ أيلول 2002، حكمت محكمة مكافحة الإرهاب على 6 رجال بما فيهم المعتصبين الأربعة بلإعدام بتهمة الاغتصاب. في عام 2005، أوردرت المحكمة العليا قي لاهور «أدلة غير كافية» وبرأت 5 من أصل 6 مدانين، وخففت العقوبة على المتهم السادس بالسجن مدى الحياة. أستأنفت مختاران والحكومة هذا القرار وأوقفت المحكمة العليا التبرئة وعقدت جلسات أستئناف. في عام 2011، برأت المحكمة العليا المتهم الاخير أيضًا.
على الرغم من أن سلامة مختاران، وأسرتها وأصدقائها، كانت معرضة للخطر، إلا أنها لاتزال مدافعة وداعية لحقوق المرأة. حيث بدأت مختار ماي منظمة رعاية المرأة للمساعدة في دعم وتدعيم وتعليم النساء والفتيات الباكستانيات. في أبريل 2007، فازت مختار ماي بجائزة الشمال والجنوب من مجلس اوروبا. في عام 2005 أطلقت عليها مجلة غلامور «امرأ’ العام»  وفقًا لصحيفه نيويورك تايمز، إن سيرتها الذاتيه تعد من أفضل 3 قصص مباعة في فرنسا، كما يجرى صنع أفلام عن قصتها. وقد اشادت بها شخصيات بارزة مثل لورا بوش ووزير الخارجية الفرنسي. ومع ذلك في 8 أبريل عام 2007، ذكرت صحيفة نيويورك تايمز أن مختار ماي تعيش في خوف على حياتها من الحكومة الباكستانيين والإقطاعيين المحليين. وقد أعترف الجنرال برويز مشرف، الرئيس السابق لباكستان، على مدونته الشخصية  أنه وضع قيودًا على حركتها في عام 2005، حيث كان يخشى أن يضر عملها، والدعاية التي تلقتها، أن تؤذي الصورة الدولية لباكستان.

## حادث الاغتصاب
تم أختطاف شقيق ماي البالغ من العمر 12 عام، عبد الشَكور، من قِبل ثلاثة رجال من عشيرة البلوشي ماستوي. تم نقله إلي حقل سكر حيث تم إغتصابه من العصابه وبشكل متكرر. عندما رفض الولد الصمت عن الحادث، تم سجنه في منزل عبد الخالق، أحد رجال الماستوي، عندما جاءت الشرطة للتحقيق، وقد اتهمَت شكور بدلًا من ذلك بالعلاقة مع شقيقة عبد الخالق، سلمى نسيين، التي كانت في أواخر العشرينات من عمرها حينها، ثم أُعتقل شكور بتهمة الزنا لكنه أطلق سراحة فيما بعد. في محاكمات سابقة أُدين مغتصبوا شكور بالشذوذ وحكم عليهم بالسجن لمدة 5 سنوات.
عُقد مجلس قِبلي للماستوي (جيرغا) بشكل منفصل فيما يتعلق بقضية شكور المزعومة مع نسيين وأنتهت أن شكور يجب ان يتزوج من نسيين في حين تتزوج ماي وهي من قبيلة الغوجار من رجل ماستوي. رفض القرويين هذا الأطراح بسبب الأعتقاد أنه يجب معاقبة الزنا بالزنا. تم إستدعاء ماي إلى المجلس للأعتذار لقبيلة ماستوي عن أفعال أخيها. عندما وصلت، تم جرها إلى كوخ قريب حيث تم اغتصابها من قِبل العصابة انتقاما من قِبل 4 أشخاص من أفراد الماستوي بينما شاهدها 10 أفراد آخريين. بعد حادث الاغتصاب تم عرضها عارية في أنحاء القرية. تم عرض ملابسها كدليل في المحكمة وبعد الفحص الطبي لمختاران، كشف التحليل الكيميائي لملابسها عن بقع سائل منوي لشخصين على الأقل.